# Holton (Indiana)
Holton è un comune degli Stati Uniti d'America, situato nello Stato dell'Indiana, nella contea di Ripley.